# Инфрециря (Келераш)
Инфрециря (рум. Înfrățirea) — село у повіті Келераш в Румунії. Входить до складу комуни Дор-Мерунт.
Село розташоване на відстані 70 км на схід від Бухареста, 35 км на північний захід від Келераші, 133 км на захід від Констанци, 139 км на південний захід від Галаца.

## Населення
За даними перепису населення 2002 року у селі проживали 440 осіб, з них 439 осіб (99,8%) румунів. Усі жителі села рідною мовою назвали румунську.